# Тшебч-Шляхецький
Тшебч-Шляхецький (пол. Trzebcz Szlachecki, нім. Adlig Groß Trebes) — село в Польщі, у гміні Києво-Крулевське Хелмінського повіту Куявсько-Поморського воєводства.
Населення — 505 осіб (2011).
У 1975-1998 роках село належало до Торунського воєводства.

## Демографія
Демографічна структура станом на 31 березня 2011 року:
|          | Загалом | Допрацездатний вік | Працездатний вік | Постпрацездатний вік |
| -------- | ------- | ------------------ | ---------------- | -------------------- |
| Чоловіки | 251     | 49                 | 171              | 31                   |
| Жінки    | 254     | 61                 | 132              | 61                   |
| Разом    | 505     | 110                | 303              | 92                   |